# وباء إيبولا في غرب إفريقيا
انتشرت في بعض بلدان غرب أفريقيا فاشية لوباء الإيبولا القاتل (EVD). بدأت الفاشية أولا في الانتشار في غينيا خلال مارس 2014. ومنذ بدايات هذه الفاشية وحتى الآن، انتشر الفيروس إلى ليبيريا وسيراليون، ونيجيريا. وتعتبر الجائحة الحالية هي أشد حالة تفشي مسجل لفيروس إيبولا بالنظر لعدد حالات الاصابات البشرية والوفيات. في 8 أغسطس 2014، أعلنت منظمة الصحة العالمية (WHO) أن الجائحة تشكل حالة طوارئ صحية عامة تسترعي الاهتمام الدولي على مستوى العالم. اعتبارا من 6 أغسطس 2014، ذكرت التقارير الصادرة عن منظمة الصحة العالمية أن مجموع الحالات مشتبه بها قد وصل ل 1779 حالة منها 961 حالة وفاة والتي تم التأكد معمليا (في المختبر) أن منها 1134 حالة اصابة و622 حالة وفاة قد نتجت عن فيروس الإيبولا. تبرعت منظمات مختلفة بالأموال وحشدت الموظفين للمساعدة في مواجهة تفشي المرض، ومنها المجموعة الاقتصادية لدول غرب إفريقيا (ايكواس) والمراكز الأميركية لمكافحة الأمراض والوقاية منها (CDC)، والمفوضية الأوروبية. وتعمل أيضا في تلك المنطقة المنكوبة عدد من الجمعيات الخيرية شملت منظمة أطباء بلا حدود والصليب الأحمر، ومحفظة السامري. وفي 14 يناير 2016 أعلنت منظمة الصحة العالمية أن غرب أفريقيا أصبحت منطقة خالية من هذا الوباء.

## تطور انتشار المرض

### بداية تفشي المرض في غينيا
بدأت أول حالات معروفة لمرض حُمَّوِيّ، يرافقه الإسهال والقيء والتعب، ونزيف في بعض الأحيان، يوم 9 فبراير. كان المرض يقتصر في البداية على منطقة غينيا المُشَجّرة والعاصمة كوناكري. في 19 مارس، أقر الدكتور ساكوبا كيتا، المسؤول في إدارة الوقاية من الأمراض والاستجابة لحالات الطوارئ في وزارة الصحة، بتفشي مرض إقليمي يسبب حمى نزيفية غير محددة؛ وأن الفاشية المستمرة منذ فبراير قد أمرضت ما لا يقل عن 35 شخصا وقتلت 23. وقع اشتباه أن المرض هو الإيبولا، وكانت قد أرسلت عينات إلى السنغال وفرنسا لتحديد ماهية ذلك المرض. وفي 25 مارس 2014، أظهرت تقارير لمنظمة الصحة العالمية (WHO) أن وزارة الصحة في غينيا أبلغت عن تفشي مرض فيروس إيبولا (EVD) في أربع مقاطعات جنوبية شرقية: جيوكيدو وماسينته ونزيريكوري وكيسيدوغو مع وجود حالات مشتبه فيها في بلدان ليبيريا وسيراليون المجاورة يجري التحقق منها. اعتبارا من 24 مارس تم الإبلاغ أن هناك ما مجموعه 86 حالة مشتبه بها، بما في ذلك 59 حالة وفاة في غينيا (نسبة الوفاة بين الحالات المصابة: 68.5٪). أوعزت تقرير أولية أن الفيروس هو فرع حيوي جديد من فيروس إيبولا زائير، لكن هذا دحضته الدراسات اللاحقة التي وضعته ضمن الأنساب المعروفة من سلالة زائير. في 31 مارس، أرسلت المراكز الأمريكية لمكافحة الامراض فريقا من خمسة أشخاص «لمساعدة وزارة الصحة في غينيا ومنظمة الصحة العالمية في قيادة تحرك دولي لمكافحة تفشي الايبولا». وبحلول 23 أبريل بلغ إجمالي عدد الحالات المؤكدة والمشتبهة فيها 242 حالة، منها 142حالة وفاة بمعدل إماتة للحالات يصل 59٪. حوالي يوم 23 مايو تفشى الوباء في العاصمة الغينية كوناكري، وهى مدينة يقطنها نحو مليوني نسمة. وفقا لابراهيما توريه، المدير القطري لمنظمة مشروع غينيا غير الحكومية: «إن الظروف المعيشية السيئة ونقص المياه والصرف الصحي في معظم أحياء كوناكري تشكل خطورة جديه تتمثل في أن يتصاعد الوباء إلى أزمة. فالناس لا يفكرون في غسل أيديهم، عندما لا يكون لديهم ما يكفي من الماء للشرب.»

### الانتشار اللاحق للمرض
أفيد أن المرض قد ظهر في ليبيريا في مقاطعتي لوفا ونيمبا في أواخر شهر مارس، وبحلول منتصف أبريل، كانت وزارة الصحة والرعاية الاجتماعية قد سجّلت حالات محتملة في مقاطعتي مارغيبي ومونتسيرادو.
تعرفت سيراليون ومالي وغانا على حالات يشتبه في أنها تحمل المرض بحلول منتصف أبريل، ولكن كل العينات السريرية المأخوذة من الحالات المشتبه بأنها مصابة بفيروس الإيبولا جاءت نتيجة اختبارها سلبية في ذلك الوقت. وتحسّن الوضع العام المرتبط بعدوى فيروس إيبولا في غينيا في شهر مايو. ولعدة أيام لم يتم الإبلاغ عن استنفارات جديدة أو حالات انتقال للعدوى مستشفوي (العدوى المكتسبة من المستشفيات) من ليبيريا ومن خمسة أقاليم من أصل الستة المتضررة من المرض في غينيا. كانت مقاطعة غويكيدو هي الموقع الوحيد الذي لا يزال يجري فيه الإبلاغ عن حالات انتقال للعدوى ووفيات في الجمهور.
من 23 إلى 27 مايو 2014، أبلغت ثلاث مناطق من تلك المتضررة سابقا (غوكيدو وماسينته وكوناكري) وأربع مناطق جديدة (بوفا، وتيايميلي، وبوكي ودوبريكا) وبلدا واحدا جديدا (وهو سيراليون) عن عدة حالات سريرية جديدة مصابة بمرض الإيبولا. وفي منتصف يونيو أبلغ عن الحالات الأولى للإيبولا في العاصمة الليبيرية مونروفيا.
وصفت منظمة أطباء بلا حدود الوضع بأنه «خارج عن نطاق السيطرة تماما» في أواخر يونيو. وبحلول أوائل يوليو، أبلغت ليبيريا عن 107 حالة عدوى (52 مؤكدة مختبريا) وعلى الأقل 65 حالة وفاه ناجمة عن فيروس الإيبولا، وبالمقارنة مع أربع حالات وفاة فقط قد تم الإبلاغ خارج مقاطعة لوفا في ليبيريا بحلول منتصف أبريل، ففي منتصف يونيو أعلنت وزارة الصحة والرعاية الاجتماعية عن سبع حالات وفاة إضافية في مقاطعة مونتسيرادو وحدها.
انتشرت فاشية الإيبولا بسرعة في سيراليون. أول حالات أُبلغ عنها في سيراليون كانت في 25 مايو في منطقة كايلاهون، بالقرب من الحدود مع غوكيدو في غينيا. وبحلول 20 يونيو، كان هناك 158 حالة اشتباه، وذلك بصورة رئيسية في كايلاهون والمنطقة المجاورة لها كينيما، ولكن أيضا ظهرت حالات في كامبيا، بورت لوكو والمناطق الغربية في شمال غرب البلاد. وبحلول 17 يوليو بلغ إجمالي عدد الحالات المشتبه بها في البلاد 442 حالة، وهى بذلك تكون قد تجاوزت تلك الموجودة في غينيا وليبيريا. وبحلول 20 يوليو أُبلغ عن حالات وبائية إضافية في منطقة بو؛ وفي أواخر يوليو أُبلغ عن أولى الحالات في فريتاون، عاصمة سيراليون.
أبلغت منظمة الصحة العالمية عن أول إصابة في نيجيريا يوم 25 يوليو: وذلك عندما طار باتريك سوير، وهو مسؤول في وزارة المالية الليبيرية، من ليبيريا إلى نيجيريا بعد التعرض للفيروس، وتوفي في لاغوس بعد وقت قصير من وصوله. وفي استجابة لذلك، أُغلقت المستشفى التي كان يعالج بها المسؤول ووضعت تحت الحجر الصحي وحُجِز مسؤولي الصحة الذين كانوا يعالجونه في الحجر الصحي في محاولة لوقف انتشار الفيروس.

## دول بها انتقال نشيط للعدوي

الدول التي يظهر بها انتقال نشيط للعدوي، اعتبارا من 9 أغسطس 2014.

قامت السلطات الوطنية في غينيا، وسيراليون، وليبيريا بتفعيل اللجان القومية للطوارئ، وأعدت خطط للاستجابة لمرض فيروس الإيبولا ونفذت عمليات تقييم للاحتياجات اللازمة لمكافحة المرض.
من 21 إلى 25 يوليو قام لويس سامبو، المدير الإقليمي لأفريقيا في منظمة الصحة العالمية، بزيارة البلدان المتضررة والتقى مع القادة السياسيين ووزراء الصحة والمنظمات غير الحكومية والوكالات الأخرى. وشدد على ضرورة «تشجيع التغيير السلوكي للجماهير مع احترام العادات الثقافية».

### غينيا
ظلت الحدود بين غينيا وليبيريا مفتوحة في أبريل. وأشار سفير غينيا في منروفيا اعتقاد حكومته أن الجهود الرامية إلى مكافحة المرض مباشرة من شأنها أن تكون أكثر فعالية من إغلاق الحدود. وفي أوائل أغسطس 2014 أغلقت غينيا حدودها مع كل من سيراليون وليبيريا للمساعدة في احتواء انتشار المرض، إذ يجري الإبلاغ عن المزيد من الحالات الجديدة في تلك البلدان مما كان عليه في غينيا.

### ليبيريا

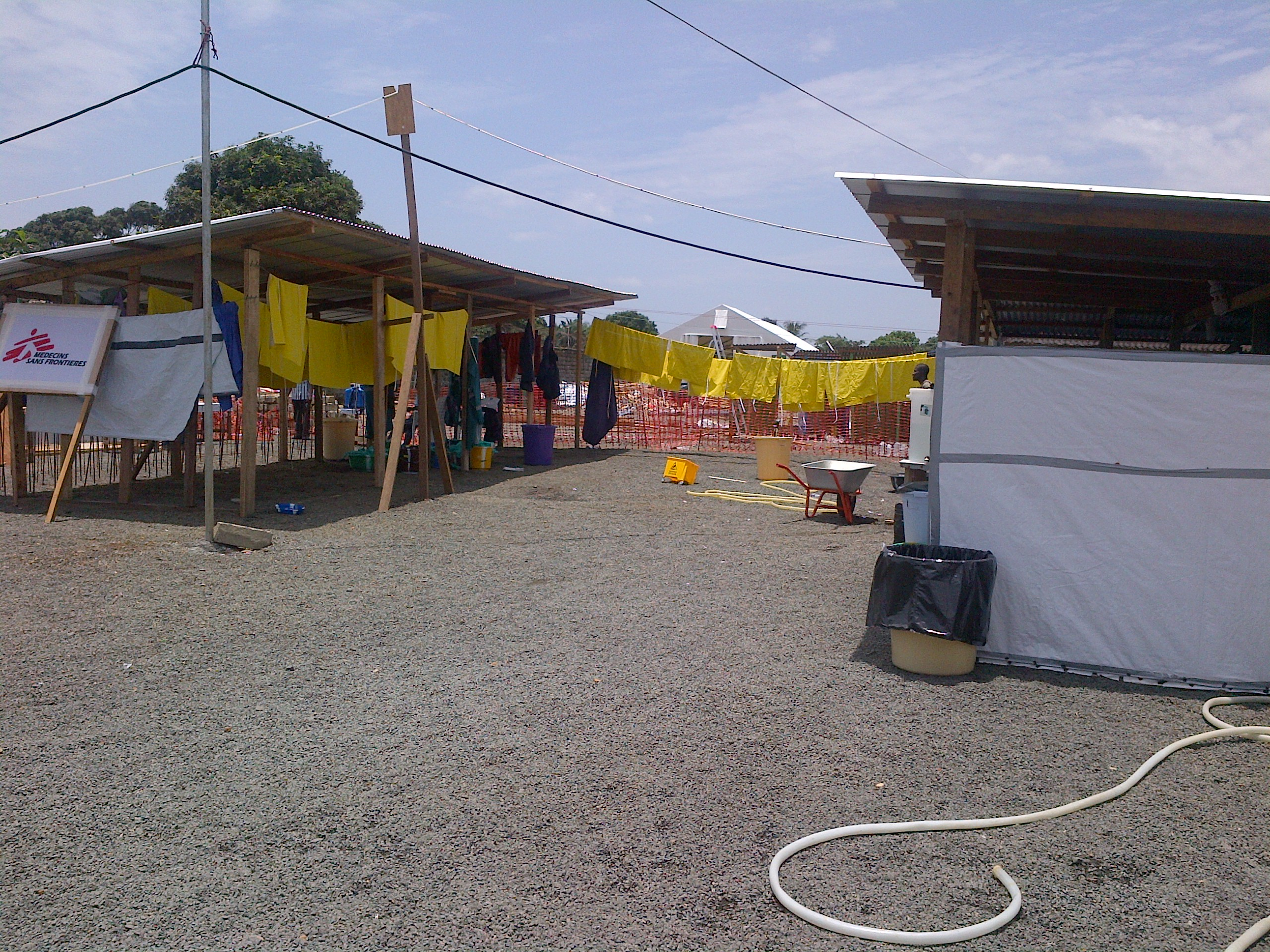
وحدة علاجية لمرض الإيبولا في ليبيريا

قبل 23 يوليو بدأت وزارة الصحة الليبيرية في تنفيذ خطة إستراتيجية تتماشى مع الاستنتاجات الناجمة عن اجتماع أكرا وذلك لتحسين استجابة البلاد للمرض المتفشي.
يوم 27 يوليو، أعلنت إيلين جونسون سيرليف، رئيسة ليبيريا، أن ليبيريا ستغلق حدودها، باستثناء بضع نقاط العبور مثل المطار الرئيسي للبلاد، حيث سيتم إنشاء مراكز الفرز، وسيتم وضع المناطق الأكثر تضررا في البلاد تحت الحجر الصحي. منعت مباريات كرة القدم، ذلك لأن التجمعات الكبيرة وطبيعة تلك الرياضة تزيد من مخاطر انتقال العدوى. وبعد ثلاثة أيام من إغلاق الحدود، أعلنت سيرليف إغلاق جميع المدارس على الصعيد الوطني، بما في ذلك جامعة ليبيريا، وأعلنت وضع عدد قليل من المجتمعات تحت الحجر الصحي. أعلنت سيرليف حالة الطوارئ في 6 أغسطس، ويرجع ذلك جزئيا لأن إنْهاك المرض لنظام الرعاية الصحية قادر على خفض قدرة ذلك النظام على معالجة الأمراض الروتينية مثل الملاريا؛ وأشارت إلى أن حالة الطوارئ قد تتطلب «تعليق بعض الحقوق والامتيازات».  وفي اليوم نفسه، أعلنت المفوضية القومية للانتخابات أنها لن تكون قادرة على إجراء انتخابات مجلس الشيوخ المقررة في أكتوبر 2014 وطلبت تأجيله، بعد أسبوع من اتخاذ قادة أحزاب المعارضة جوانب معلنة شتي بشأن هذه المسألة.

### سيراليون

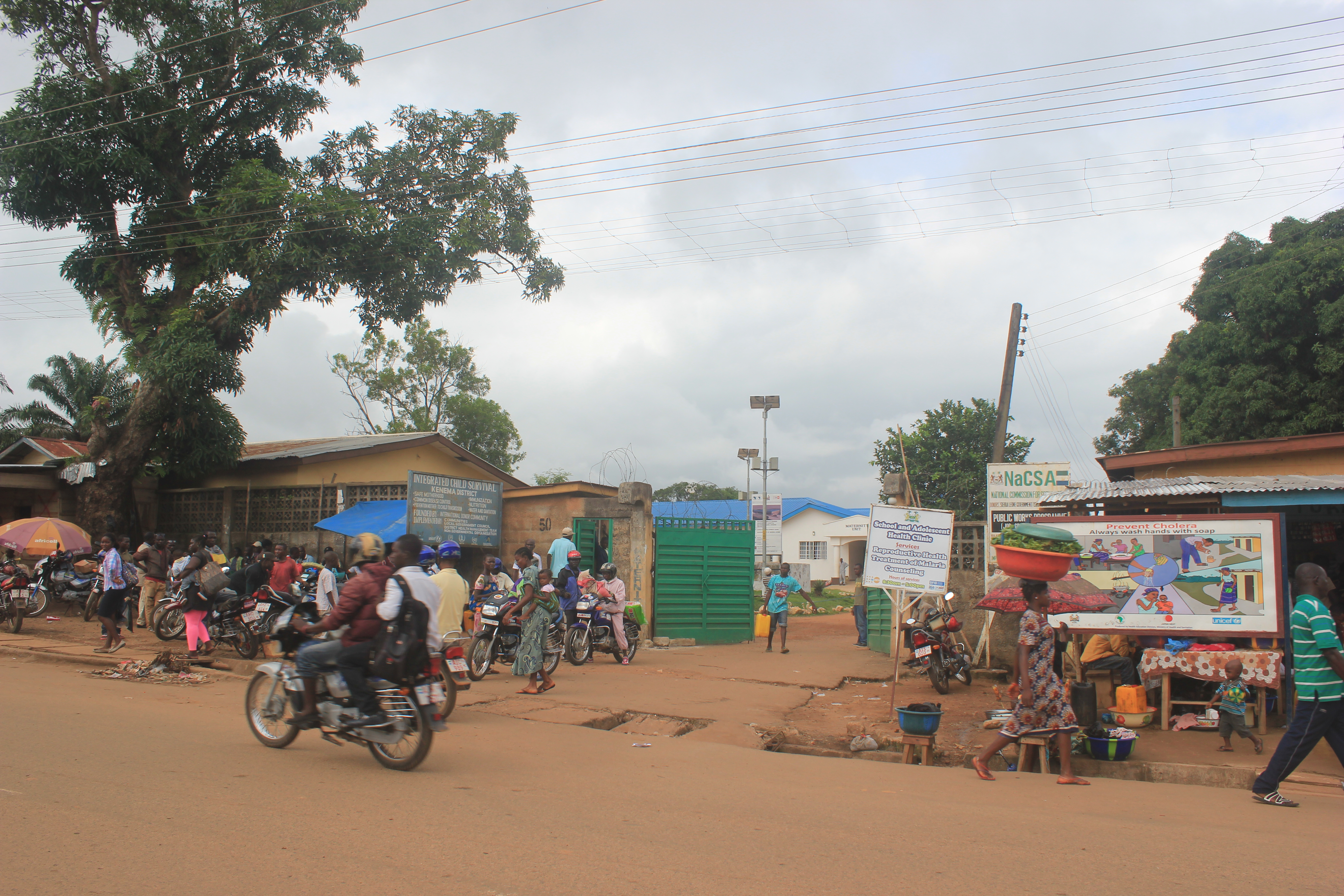
مستشفى كينيما في سيراليون

وضعت سيراليون إجراء مؤقت والذي شمل إعادة تفعيل «بروتوكول المراقبة النشطة» التي من شأنها أن تراقب جميع المسافرين إلى البلاد إما من غينيا أو ليبيريا وتعرضهم لفحص صارم للتأكد من حالتهم الصحية. أعلنت حكومة سيراليون حالة الطوارئ في 30 يوليو ونشرت القوات في المناطق الساخنة للوباء لفرض الحجر الصحي.
أُطلقت حملات التوعية في فريتاون، عاصمة سيراليون، في أغسطس 2014 على الراديو أو من خلال مكبرات للصوت على السيارات.

## دول بها انتقال محدود للعدوي

### إسبانيا
في 5 أغسطس عام 2014، أكد تنظيم الإخوان الإسبتاريون للقديس يوحنا الله أن الأخ الإسباني ميغيل باجاريس أصيب بفيروس إيبولا حينما تطوع للعمل في ليبيريا. أكدت المنظمة الدينية أيضا أنها أبلغت الوزارة الإسبانية للشؤون الخارجية والتعاون ووزارة الصحة والخدمات الاجتماعية والمساواة، وطلبت إعادته إلى وطنه. وفي 6 أغسطس 2014، رُتبت اجراءات عودته إلى الوطن بتنسيق من وزارة الدفاع الإسبانية. وأكدت السلطات الإسبانية أن المريض سوف يعالج في المستشفى «كارلوس الثالث» في مدريد، وهو القرار الذي جلب بعض الجدل.
أكدت وزارة الصحة الإسبانية يوم 6 أكتوبر 2014 إصابة ممرضة إسبانية بالمرض لتصبح أول حالة يعتقد انتقال العدوى لها خارج أفريقيا. وكانت المرأة ضمن الفريق الذي عالج القسين الإسبانيين مانويل غارثيا بييخو وميغيل باخاراس، الذين توفيا إثر إصابتهما بالمرض.

### الولايات المتحدة
يوم 31 يوليو عام 2014، أصدر مسؤولو الصحة في الولايات المتحدة من مراكز السيطرة على الأمراض والوقاية منها بيان «تحذير سفر» لغينيا وليبيريا وسيراليون، ينذر من السفر غير الضروري لتلك البلاد.
أصيب عامل الإغاثة الأمريكي الدكتور كينت برانتلي بفيروس الإيبولا بينما كان يعمل في مركز للعلاج بمونروفيا كمدير طبي لجماعة الإغاثة (محفظة السامري): وأصيبت في نفس الوقت نانسي رايتبول، واحدة من زملاء برانتلي في العمل التبشيري. ونقل كلا منهما جوا إلى الولايات المتحدة في بداية شهر أغسطس لتلقّي مزيد من العلاج في مستشفى جامعة ايموري بأتلانتا، بالقرب من مقر مراكز السيطرة على الأمراض.
في 6 أغسطس عام 2014، رفعت مراكز السيطرة على الأمراض من مستوى استجابتها للإيبولا إلى المستوى 1 (وهو المستوى الأعلى على نطاق من 6 إلى 1) لزيادة قدرة الوكالة على الاستجابة لتفشي المرض.

## دول أصبحت خالية من المرض

### السنغال
تم الإعلان عن أول إصابة مؤكدة بفيروس الإيبولا في السنغال يوم 29 أغسطس 2014، وهي لشاب غيني طالب في جامعة كوناكري قد فُقد أثره عند فرق المراقبة الغينية. تماثل الشاب الغيني للشفاء بحسب تصريحات وزارة الصحة السنغالية في 10 سبتمبر 2014. ثم أعلنت منظمة الصحة العالمية يوم 17 أكتوبر 2014 إن تفشي فيروس الإيبولا في السنغال قد انتهى رسميًا بعد مرور 42 يومًا (مثلي فترة الحضانة القصوى للمرض) منذ تأكدت إصابة الشاب الغيني.

### نيجيريا

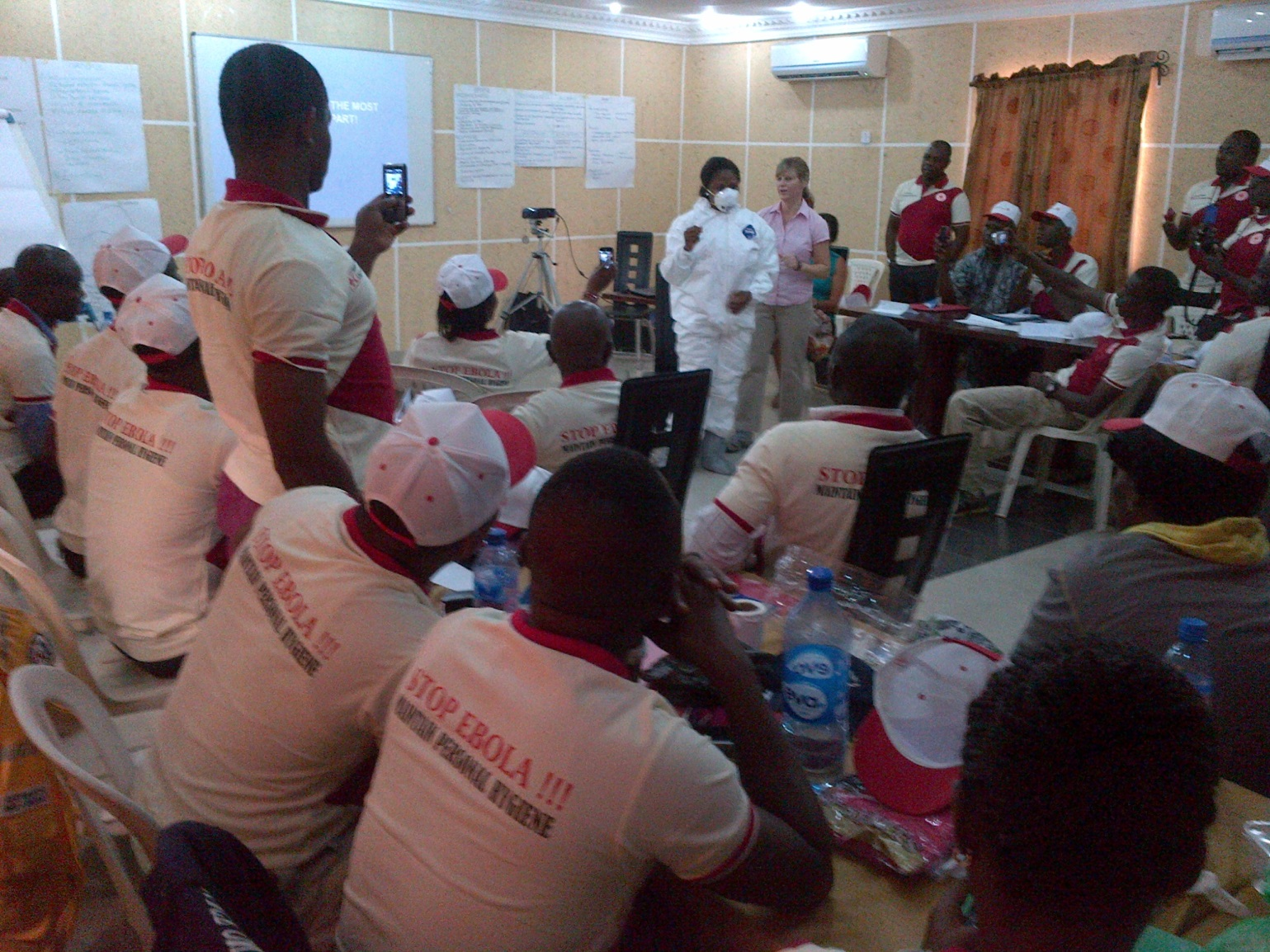
العاملين في مجال الرعاية الصحية يتلقون تدريبًا في نيجيريا

اعتبارا من 5 أغسطس 2014، كان هناك حالتان مؤكدتان وست حالات أخرى مشتبه بها في نيجيريا. وكانت الحالة الأولى حالة وافدة للمواطن الليبيري-الأمريكي باتريك سوير، الذي سافر عن طريق الجو من ليبيريا، وأصبح مريضا بشدة لدى وصوله إلى مدينة لاغوس. يوم 20 يوليو، طار سوير من ليبيريا الي نيجيريا عبر لومي وأكرا، وتوفي بعد خمسة أيام في لاغوس. في المقابل، زادت الحكومة النيجيرية من المراقبة عند جميع نقاط الدخول إلى البلد؛ ووضعت السلطات الصحية مسؤولين عند نقاط الدخول لإجراء اختبارات على الناس الوافدين إلى البلاد. وأشارت التقارير الأولية أن تسعة وستون فردا سبق لهم الاتصال مع سوير (بما في ذلك موظفي المطار وزملاؤه الركاب في الرحلة وعمال الصحة في المستشفى الذي كان يرقد فيه سوير) قد وضعوا تحت مراقبة لصيقة دون أن تظهر عليهم أي أعراض. وفي 4 أغسطس، أكدت النتائج الايجابية لاختبار سلالة الفيروس إصابة الطبيب الذي كان يعالج المريض ويجري الآن علاجه. وتشمل الحالات المشتبه بها رجل نيجيري كان قد سافر إلى غينيا. وفي 6 أغسطس، أكدت السلطات النيجيرية وفاة الممرضة التي عالجت سوير بالإيبولا.
أعلنت منظمة الصحة العالمية العالمية يوم 20 أكتوبر 2014 نيجيريا خالية من مرض الإيبولا بعد 42 يوماً من آخر إصابة، وبذلك توقف إجمالي عدد الحالات التي أصيبت بالمرض في البلاد عند 20 حالة توفى منها 8 حالات، كما أخضع قرابة 900 شخص للمراقبة. أشاد الخبراء الصحيون بالرد السريع للسلطات النيجيرية والتعقب الشامل لكل حالات الاتصال بالمرض، كما أشاد ممثل منظمة الصحة العالمية بنيجيريا واصفًا ما حدث بـ«نجاح هائل».

## دول بها حالات مشتبه فيها أو غير ناقلة للعدوي

### بنين
في 7 أغسطس أبلغت بنين عن حالتي إصابة محتملة بإيبولا في مستشفيين مختلفين داخل البلد. وكان كلا المريضان النيجيريان قد سافروا إلى بنين لقضاء أعمال تجارية. وأُرسلت العينات إلى السنغال للتأكد من العدوى.

### ألمانيا
يوم السبت 9 أغسطس 2014، 14:00 بتوقيت وسط أوروبا الصيفي، ظهر أعراض للمرض على رجل يبلغ من العمر 28 عاما كان قد سافر في 7 أغسطس من سيراليون إلى هامبورغ، ألمانيا عبر باريس، فرنسا. واقتيد إلى مركز هیدبرج الطبي حيثما لم يجب الرجل على أسئلة حول ما إذا كان قد اتصل مع أي حالة مصابة بالإيبولا. وبالتالي، عُزل الرجل وقُدم إلى مختصين الإيبولا في مركز الطب الجامعي هامبورغ-إيبندورف. ووضع الملجأ والمنزل السكني الاجتماعي الذي كان يعيش فيه الرجل تحت الحجر الصحي. وفي صباح اليوم التالي قال المتحدث باسم المركز الطبي أن العدوى قد تبين أنها ليست إيبولا.

### الهند
في 9 أغسطس، ظهرت أعراض تشبه الإيبولا على رجل [تحقق من المصدر]ظل تحت الملاحظة والعزلة في مستشفى شيناي. وكان المريض قد سافر في السابق إلى غينيا.

### رومانيا
في 10 أغسطس، أدخل رجل يبلغ من العمر 51 من بلويشت إلى مستشفى المقاطعة بعد أن ظهرت عليه أعراض الحمى النزفية للإيبولا. وبعد بضع ساعات، نُقل إلى معهد ماتي بالز للأمراض المعدية في بوخارست. وطُهر منزله في بلويشت، ووضعت أسرته تحت الحجر الصحي في المنزل. كان الرجل قد عاد من نيجيريا يوم 25 يوليو، حيث عمل هناك لعدة أشهر. بعد فترة وجيزة من وصوله الي رومانيا، ذهب الرجل في عطلة إلى فاما فيشي، وهي منتجع صيفى مشهور. وفقا لوزير الصحة، تقوم وزارة الصحة العامة في كونستانتا بتحليل مياه البحر في المنطقة.

### السعودية
في 1 أبريل، أوقفت المملكة العربية السعودية إصدار تأشيرات للحجاج المسلمين القادمين من غينيا وليبيريا وسيراليون إلى مكة. [59] على الرغم من هذا، ولكنه أفيد بأنه في 3 أغسطس عاد رجلا يشتبه في إصابته بمرض الإيبولا إلى منزله في المملكة العربية السعودية من سيراليون وتوفي خلال ثلاثة أيام من وصوله أثناء إجراء الاختبار لهذا المرض في ميناء مدينة جدة. وأرسلت عينات الأنسجة إلى المختبر المرجعي الدولي بناء على نصيحة من منظمة الصحة العالمية لتحديد سبب الوفاة. وفي وقت لاحق في 10 أغسطس، أكدت النتائج السلبية لاختبارات الإيبولا لهذا الشخص المشتبه به أنه لم يكن مصابا بالإيبولا.
في 6 أغسطس، نصحت وزارة الصحة السعودية المواطنين والمقيمين في المملكة العربية السعودية بتجنب السفر إلى ليبيريا وسيراليون وغينيا وحتى إشعار آخر.

## الاندثار
في 14 يناير 2016 أعلنت منظمة الصحة العالمية اندثار الوباء في غرب إفريقيا

## وصلات خارجية
- ايبولا في أمريكا برجيكت سينديكت بتاريخ  24\10\2014